# がん情報サービス
がん情報サービス（がんじょうほうさーびす）は、国立研究開発法人国立がん研究センターに属するがん対策情報センター（東京都中央区築地）が運営するサービスのことである。がんについて、エビデンスに基づいた正確な情報をわかりやすく一般の人および医療関係者に向けて発信している。
発信媒体として、ウェブサイトのほか冊子や書籍でも情報提供をしている。

## 開設背景
1981年に悪性新生物が日本における死因の第1位となった

ことを受け、厚生省（現、厚生労働省）、文部省、科学技術庁（ともに現、文部科学省）の3省庁は共同で、1984年に「対がん10か年総合戦略」、1994年に「がん克服新10か年戦略」を掲げた
。
これにより、がんの研究は基礎・臨床がバランスよく効率的に推進され、日本におけるがんの疫学的な動向に対する理解も進んだ。
その結果、がんの予防の重要性や、当時日本の全死亡者数のうち約3割をがんが占めていることが判明した。また患者や家族からは、がん医療に対する不安と、信頼できるがん情報提供の要望があった。これらを受け、2004年に厚生労働省および文部科学省によってがんの罹患率と死亡率の激減を目指すべく「第3次対がん10か年総合戦略」が
、
2005年8月25日に厚生労働省によって「がん対策推進アクションプラン2005」が策定され、翌年2006年6月には国会でがん対策基本法が成立した
。
「国民・患者のがん医療に対する不安や不満の解消を推進するとともに、現場のがん医療水準の向上と均てん化を図るため、がん対策に係る『がん情報提供ネットワーク』の構築を推進する」

ために、2006年10月1日にがん対策情報センターのホームページが掲載され、同日がん情報サービスによる情報提供が開始された
。

## 情報提供の目的
がんと診断されると、患者は身体的・心理的・社会的側面で、先の知れないさまざまな不安や疑問を抱くようになるだけでなく、治療方針など多くのことを決めなければならなくなる。そのため、がんに関する情報を正確かつわかりやすく提供することで、患者や家族を支援するのが目的である。また、がんの予防や早期発見に役立つ医学的知識の普及も目的としている。

## 提供情報

### 一般の人向け
それぞれのがんの解説
各種臓器のがんについて、その臓器の構造や機能から始まり、がんによる症状、診断、治療に至るまで解説している。
診断・治療
がんの検査や治療のほか、そもそもがんという病気について、また臨床試験についての解説もしている。
生活・療養
心のケアや経済的な支援など、周囲への人へのアドバイスや社会的な支援について述べている。
資料室
上記の内容をテーマ別に冊子にまとめられたものをPDF形式で閲覧できるほか、冊子を読み上げた音声版、また各種講演会のビデオ映像や資料も配信している。なおこれらの冊子は、全国のがん診療連携拠点病院や公共図書館などでも入手・閲覧可能である。
予防・検診
がんの発生原因や予防法、検診について、その必要性や有用性を含め詳述している。
がんの相談
がんに対する相談先として「がん情報サービスサポートセンター」、「がん相談支援センター」を紹介している。
患者必携
2007年6月に厚生労働省が策定した「がん対策推進基本計画」にて、「『すべてのがん患者及びその家族の苦痛の軽減並びに療養生活の質の維持向上』を実現すること」

が目標として掲げられたことを受け、これに則ってがん医療に関する情報提供を行っている。すなわち、療養生活での悩みや医療のことなど、患者や周囲の人へのアドバイスを患者・家族目線で紹介することで、よりよい療養生活を送れるためのサポートを行っている。
病院を探す
がん診療を行っている全国の医療機関の検索ができる。医療機関には、427のがん診療連携拠点病院・地域がん診療病院・特定領域がん診療連携拠点病院、427のがん相談支援センター、15の小児がん拠点病院のほか、357の緩和ケア病棟のある医療機関、180のリンパ浮腫外来のある医療機関も含まれている（2016年7月29日現在）。病院名や都道府県だけでなく、39のがんの種類、71項目にわたる施設の設備状況などからも絞込みが可能である。
各病院の情報として、臨床試験の窓口や専門外来の窓口、診療実績などの情報も掲載されている。
小児がん情報サービス
小児がんについて、大人のがん同様に、診断・治療のほか社会的な事項についても述べている。小児がんでは大人のがんよりも治療後のフォローアップ期間が長く、就学にも影響が出る可能性があり、また大人と支援制度が異なる。治療病院も異なり、15の医療機関が小児がん拠点病院に指定されているが、上記の「病院を探す」より検索可能。

### 医療関係者向け
一般の人も閲覧可能である。
診療支援
診療ガイドライン、診療の手引等（年齢・全身状態別余命データやがん疼痛の治療、患者とのコミュニケーションでの注意点など）、情報データベース（国内未承認薬の情報など）、病理診断・画像診断のコンサルテーション・サービス、災害時関連情報を掲示している。
- がん情報サービスレファレンスリスト　科学的根拠に基づく医療（EBM: Evidence-based Medicine）の手法に基づいた国内外のエビデンスデータを公表している。
- がん診療画像レファレンスデータベース　教育的な症例の病理画像・放射線画像を参照用に公開し、診断技能の向上に貢献している。

研修・セミナー
多地点テレビカンファレンス
全国のがん診療連携拠点病院など24施設で行われており、一部は一般にも公開している。
がん相談支援
がん相談支援センターの運営を支援する情報を掲載している。
予防・検診
都道府県がん診療連携拠点病院連絡協議会
がん登録・統計
2016年1月に開始された「全国がん登録」についての解説や、過去の調査で集められた膨大な統計データの公表をしており、ダウンロードも可能である。
- グラフデータベース　部位ごとのがんの年齢別死亡率・罹患率をはじめ、詳細な条件を指定してデータをグラフとして表示させるサービス。